# الدوري الهولندي الدرجة الأولى 1976–77
الدوري الهولندي الدرجة الأولى 1976–1977 هو الموسم الحادي والعشرون من الدوري الهولندي الدرجة الأولى منذ إنشائه في عام 1956. فاز بهذا الموسم نادي فيتيس آرنهم.

## الفرق
يشارك 20 نادي في الدوري: النادي الذي يحتل المرتبة الأولى في هذا الدوري يتأهل مباشرة إلى الدوري الهولندي الممتاز، تأهل في هذه الدوري نادي فيتيس آرنهم.